# District (Luxembourg)
Pour les articles homonymes, voir District.
Le district (en luxembourgeois : Distrikt, en allemand : Distrikt) était la plus grande subdivision territoriale du Luxembourg entre 1843 et 2015. Héritage du découpage en quartiers du royaume uni des Pays-Bas en 1822, le pays était découpé en trois districts, sauf entre 1857 et 1867 où un 4e district exista, avec pour chacun un commissaire de district placé à sa tête.
Les districts sont supprimés en 2015, leurs attributions sont reprises par le ministère de l'Intérieur afin de supprimer les échelons intermédiaires entre l'État et les communes (les cantons n'ont pas de rôle administratif ou politique).

## Histoire
Rattaché au Premier Empire en 1795 au sein du département des Forêts, le territoire de l'actuel Grand-Duché n'a jamais été découpé en districts au sens français du terme. En revanche, il a été subdivisé entre 1800 et 1814 en quatre arrondissements et par conséquent avait un préfet et trois sous-préfet : Luxembourg (qui comportait le chef-lieu ; aujourd'hui en partie en Belgique), Bittbourg (sous-préfecture ; aujourd'hui majoritairement en territoire allemand), Diekirch (sous-préfecture) et Neufchâteau (sous-préfecture ; aujourd'hui arrondissement administratif belge).
Les districts luxembourgeois trouvent leur origine directe dans l'arrêté royal du royaume uni des Pays-Bas du 12 juin 1822 et complété par celui du 2 janvier 1823 qui découpe le Luxembourg, qui comprenait encore l'actuelle province de Luxembourg, en huit quartiers administrés par des prévôts : Luxembourg, Grevenmacher, Diekirch, Bastogne, Marche, Neufchâteau, Virton et Arlon.
Le règlement d'administration du 23 juillet 1825 change le nom des quartiers en district, et celui des prévôts en commissaires de district. Cinq des huit districts sont détachés du futur grand-duché par le traité de vingt-quatre articles de 1831 et accepté par le grand-duc en 1838 pour former ce qui est aujourd'hui la province de Luxembourg en Belgique, les districts transférés dans la province belge correspondent aux cinq arrondissements administratifs belges actuels. La 24 février 1843 entérine l'organisation des trois districts tels qu'ils existent jusqu'au XXIe siècle. Cette organisation ne s'est pas faite sans opposition, des voix s'étant élevées pour créer deux autres districts, à Mersch et Wiltz, tandis que d'autres ne souhaitaient que deux districts.
Du 30 mai 1857 au 4 mai 1867 existait un district de Mersch composé des cantons de Mersch et Redange,. L'existence de ce district est due à l'estimation que les districts de Luxembourg et Diekirch étaient trop étendus, mais cette organisation n'a guère convaincu de par la courte existence de cette subdivision.
Les districts sont abolis le 3 octobre 2015, à la suite d'un vote en juillet 2015 et au transfert effectif des attributions des commissariats de district au ministère de l'Intérieur au 1er janvier 2015, faisant des cantons les plus grandes entités territoriales du pays,,. Leurs compétences et leurs fonctionnaires ont été transférées à l'État, plus précisément au ministère de l'Intérieur, afin de simplifier l'administration, et les bureaux de conciliation des loyers sont implantés dans toutes les communes, et non plus uniquement celles de plus de 6 000 habitants.

## Administration
Chaque district était administré par un commissaire de district, nommé par le grand-duc.
Les commissariats de district surveillaient d’une façon générale la gestion des administrations communales, syndicats de communes et établissements publics placés sous la surveillance des communes,. La compétence des commissaires de district s’étendait à toutes les villes et communes de leur ressort, à l’exception de la ville de Luxembourg qui reste sous l’autorité directe du ministre de l’intérieur, sauf dans les cas prévus par des lois spéciales.
Les commissaires de District délivraient les permis de pêche et de chasse.
Il était attaché à chaque commissariat un secrétaire de district qui était nommé par le grand-duc sur proposition du commissaire de district.
Chaque district était divisé à son tour en trois à cinq cantons.

## Liste
Le Luxembourg était divisé en trois districts, eux-mêmes divisés en 12 cantons :
| Code ISO | Nom          | Chef-lieu    | Population (2015) | Superficie (en km²) | Densité (en hab./km²) | Cantons                                          | Communes |
| -------- | ------------ | ------------ | ----------------- | ------------------- | --------------------- | ------------------------------------------------ | -------- |
| LU-D     | Diekirch     | Diekirch     | 85 439            | 1 157               | 74                    | Clervaux, Diekirch, Redange, Vianden et Wiltz    | 35       |
| LU-G     | Grevenmacher | Grevenmacher | 66 207            | 525                 | 126                   | Echternach, Grevenmacher et Remich               | 24       |
| LU-L     | Luxembourg   | Luxembourg   | 411 312           | 904                 | 455                   | Capellen, Esch-sur-Alzette, Luxembourg et Mersch | 46       |